# 34628 Samaboyea
34628 Samaboyea è un asteroide della fascia principale. Scoperto nel 2000, presenta un'orbita caratterizzata da un semiasse maggiore pari a 2,9721088 au e da un'eccentricità di 0,0521064, inclinata di 8,49931° rispetto all'eclittica.